# Nueve de Julio megye (Río Negro)
Nueve de Julio egy megye Argentína középpontjától délre, Río Negro tartományban. Székhelye Sierra Colorada.

## Népesség
A megye népessége a közelmúltban a következőképpen változott:
| Év   | Lakosság |
| ---- | -------- |
| 2001 | 3425     |
| 2010 | 3475     |